# 木下達則
木下 達則（きのした たつのり、1947年（昭和22年）11月8日）は、日本の地方公務員、政治家。埼玉県下水道公社理事長や、鳩ヶ谷市長、さいたま市副市長等を歴任した。

## 人物・経歴
1970年中央大学法学部卒業後、1972年埼玉県庁入庁。1996年岩槻市助役。埼玉県人事委員会事務局長を経て、2005年埼玉県下水道公社理事長。

### 2006年鳩ケ谷市長選挙
2006年10月22日、川口市との合併を公約に出馬し、現職の名倉隆を破って鳩ヶ谷市長に初当選した。
※当日有権者数：47,361人 最終投票率：60.17%（前回比：1.84pts）
| 候補者名 | 年齢 | 所属党派 | 新旧別 | 得票数   | 得票率 | 推薦・支持 |
| -------- | ---- | -------- | ------ | -------- | ------ | ---------- |
| 木下達則 | 58   | 無所属   | 新     | 14,673票 | 52.3%  | -          |
| 名倉隆   | 61   | 無所属   | 現     | 7,680票  | 27.4%  | 自民推薦   |
| 吹上早苗 | 58   | 無所属   | 新     | 5,725票  | 20.4%  | 共産推薦   |

### 2010年鳩ケ谷市長選挙
2010年10月24日、新人2人を破って、鳩ヶ谷市長に再選した。
※当日有権者数：49,180人 最終投票率：51.67%（前回比：-8.5pts）
| 候補者名 | 年齢 | 所属党派 | 新旧別 | 得票数   | 得票率 | 推薦・支持 |
| -------- | ---- | -------- | ------ | -------- | ------ | ---------- |
| 木下達則 | 62   | 無所属   | 現     | 12,408票 | 49.9%  | -          |
| 舩津徳英 | -    | 無所属   | 新     | 8,524票  | 34.3%  | -          |
| 森克彦   | -    | 無所属   | 新     | 3,917票  | 15.8%  | 共産推薦   |

2011年には川口市と鳩ヶ谷市の合併を実現した。2012年さいたま市副市長。この間那須塩原市特別顧問等も務めた。2016年さいたま市副市長任期満了退任。2019年春の叙勲で旭日小綬章受章。